# 几何拓扑学
几何拓扑学是数学中研究流形以及它们的嵌入的分支，俱代表性的主题有紐結理論和辫子群。紐結理論和辫子群是几何拓扑学研究范围的典型例子。随着时间的变迁几何拓扑学几乎等同于考虑二维、三维、或者四维的低维拓扑学。
1945年后拓扑学发展迅速，逐渐地数学家将这个学科分为三个分支：
- 代数拓扑学（伦移等问题）
- 几何拓扑学（此分支中的庞加莱猜想已被佩雷尔曼于2003年成功证明）
- 微分拓扑学研究可微分结构等等

这些分支的基础是研究一般的拓扑空间的点集拓扑学。但是随着时间的发展这些区分又越来越显得是人为的区分了。
1960年代初开始的许多研究成果导致几何拓扑学本身变化了。1961年史提芬·斯梅爾解决了高维中的庞加莱猜想，这使得三维和四维显得尤其困难。事实上这些困难的解决需要新的技术，而与此同时高维提供的自由度使得换球术的问题也成为可计算的问题了。威廉·瑟斯顿在1970年代末提出的几何化猜想提供了在低维中几何与拓扑之间的关系的理论基础。瑟斯顿使用过去在数学中只是很弱地互相关联的分支的不同技术解决了Haken流体的几何化问题。1980年代初沃恩·琼斯发现的琼斯多项式为扭结理论提供了新的方向，同时也给数学物理与低维拓扑学之间至今为止依然不明了的关系提供了新的推动。
这些发展使得几何拓扑学被更好地引用于数学的其它领域了。